# Mitra catalinae
Mitra catalinae är en snäckart som beskrevs av Dall 1919. Mitra catalinae ingår i släktet Mitra och familjen Mitridae. Inga underarter finns listade i Catalogue of Life.